# Нерушайська сільська рада
Неруша́йська сільська́ ра́да — колишня  адміністративно-територіальна одиниця та орган місцевого самоврядування в Татарбунарському районі Одеської області. Адміністративний центр — село Нерушай.

## Загальні відомості
- Територія ради: 85,18 км²
- Населення ради: 1 993 особи (станом на 2001 рік)
- Територією ради протікає річка Нерушай

## Населені пункти
Сільській раді підпорядковані населені пункти:
- с. Нерушай

## Населення
Згідно з переписом УРСР 1989 року чисельність наявного населення сільської ради становила 2162 особи, з яких 975 чоловіків та 1187 жінок.
За переписом населення України 2001 року в сільській раді мешкала 1931 особа.

### Мова
Розподіл населення за рідною мовою за даними перепису 2001 року:
| Мова       | Відсоток |
| ---------- | -------- |
| українська | 94,33 %  |
| російська  | 2,86 %   |
| молдовська | 2,01 %   |
| болгарська | 0,40 %   |
| гагаузька  | 0,05 %   |
| інші       | 0,35 %   |

## Склад ради
Рада складається з 20 депутатів та голови.
- Голова ради: Бойко Олег Георгійович
- Секретар ради: Садковська Галина Григорівна

### Керівний склад попередніх скликань
| Прізвище, ім'я, по батькові | Основні відомості                                                               | Дата обрання | Дата звільнення |
| --------------------------- | ------------------------------------------------------------------------------- | ------------ | --------------- |
| Бойко Олег Георгійович      | Сільський голова, 1966 року народження, освіта середня спеціальна, безпартійний | 26.03.2006   | 31.10.2010      |
| Бойко Олег Георгійович      | Сільський голова, 1966 року народження, освіта середня спеціальна, безпартійний | 31.10.2010   |                 |

Примітка: таблиця складена за даними сайту Верховної Ради України

### Депутати
За результатами місцевих виборів 2010 року депутатами ради стали:

#### За суб'єктами висування
| Суб'єкт висування                                       | Кількість обраних депутатів | %  |
| ------------------------------------------------------- | --------------------------- | -- |
| Партія регіонів                                         | 8                           | 40 |
| Народна партія                                          | 4                           | 20 |
| Самовисування                                           | 3                           | 15 |
| Аграрна партія України                                  | 1                           | 5  |
| Комуністична партія України                             | 1                           | 5  |
| Партія промисловців і підприємців України               | 1                           | 5  |
| Політична партія Всеукраїнське об'єднання «Батьківщина» | 1                           | 5  |
| Соціалістична партія України                            | 1                           | 5  |

#### За округами
| № округу                                                | Прізвище, ім'я, по батькові       | Дата визнання обраним | Освіта             | Партійна приналежність                         | Відомості про обраного депутата                                        |
| ------------------------------------------------------- | --------------------------------- | --------------------- | ------------------ | ---------------------------------------------- | ---------------------------------------------------------------------- |
| Аграрна партія України                                  |                                   |                       |                    |                                                |                                                                        |
| 18                                                      | Гажа Віктор Вікторович            | 03.11.2010            | середня спеціальна | член Аграрної партії України                   | Баштанівська дільниця ветеринарної медицини, завідувач                 |
| Комуністична партія України                             |                                   |                       |                    |                                                |                                                                        |
| 6                                                       | Тодорова Валентина Володимирівна  | 03.11.2010            | середня спеціальна | член Комуністичної партії України              | Нерушайська сільська рада, бухгалтер                                   |
| Народна Партія                                          |                                   |                       |                    |                                                |                                                                        |
| 4                                                       | Малашко Омелян Лукич              | 03.11.2010            | середня спеціальна | член Народної партії                           | СК ім. Шевченка, заступник бригадира                                   |
| 11                                                      | Бондаренко Юрій Архипович         | 03.11.2010            | середня спеціальна | член Народної партії                           | СК ім. Шевченка, механізатор                                           |
| 17                                                      | Садковська Галина Григорівна      | 03.11.2010            | середня спеціальна | член Народної партії                           | Нерушайська сільська рада, секретар                                    |
| 19                                                      | Мельников Костянтин Костянтинович | 03.11.2010            | середня спеціальна | член Народної партії                           | СК ім. Шевченка, головний інженер                                      |
| Партія промисловців і підприємців України               |                                   |                       |                    |                                                |                                                                        |
| 14                                                      | Малашко Тамара Михайлівна         | 03.11.2010            | середня спеціальна | член Партії промисловців і підприємців України | Нерушайське ССТ, голова правління                                      |
| Партія регіонів                                         |                                   |                       |                    |                                                |                                                                        |
| 1                                                       | Кулик Іван Анатолійович           | 03.11.2010            | середня спеціальна | член Партії регіонів                           | СК «Нерушай», комірник                                                 |
| 5                                                       | Галущак Вячеслав Тимофійович      | 03.11.2010            | середня спеціальна | член Партії регіонів                           | СК ім. Шевченка, водій                                                 |
| 7                                                       | Меюс Валерій Євтихійович          | 03.11.2010            | середня спеціальна | член Партії регіонів                           | пенсіонер                                                              |
| 9                                                       | Бєєва Тамара Іванівна             | 03.11.2010            | вища               | член Партії регіонів                           | Нерушайська загальноосвітня школа, вчитель                             |
| 10                                                      | Борис Іван Петрович               | 03.11.2010            | середня спеціальна | член Партії регіонів                           | приватний підприємець                                                  |
| 15                                                      | Талавіра Надія Василівна          | 03.11.2010            | вища               | член Партії регіонів                           | Нерушайська загальноосвітня школа, вчитель                             |
| 16                                                      | Шаргородська Тамара Дмитрівна     | 03.11.2010            | середня спеціальна | член Партії регіонів                           | Саратське відділення зв'язку Нерушайське поштове відділення, начальник |
| 20                                                      | Костенко Світлана Михайлівна      | 03.11.2010            | середня спеціальна | член Партії регіонів                           | СК ім. Шевченка, бухгалтер                                             |
| Політична партія Всеукраїнське об'єднання «Батьківщина» |                                   |                       |                    |                                                |                                                                        |
| 2                                                       | Бойко Трифон Дмитрович            | 03.11.2010            | середня            | член Всеукраїнського об'єднання «Батьківщина»  | пенсіонер                                                              |
| Соціалістична партія України                            |                                   |                       |                    |                                                |                                                                        |
| 12                                                      | Бабенко Сергій Іванович           | 03.11.2010            | середня            | член Соціалістичної партії України             | тимчасово не працює                                                    |
| Самовисування                                           |                                   |                       |                    |                                                |                                                                        |
| 3                                                       | Мунтян Олег Никифорович           | 03.11.2010            | середня спеціальна | позапартійний                                  | товаровиробник                                                         |
| 8                                                       | Бондаренко Геннадій Вікторович    | 03.11.2010            | середня спеціальна | позапартійний                                  | товаровиробник                                                         |
| 13                                                      | Драган Вадим Костянтинович        | 03.11.2010            | середня спеціальна | член Народної партії                           | Нерушайський будинок культури, художній керівник                       |